# Ribes melananthum
Ribes melananthum är en ripsväxtart som beskrevs av Pierre Edmond Boissier och Hohen.. Ribes melananthum ingår i släktet ripsar, och familjen ripsväxter. Inga underarter finns listade i Catalogue of Life.